# Medenična votlina
Medenična votlina je telesna votlina, ki jo omejujejo kosti medenice. Na vrhu je odprtina, imenovana medenični vhod, na dnu pa jo omejuje medenično dno (plast mišičja, ki zapira spodnjo medenično odprtino oziroma medenični izhod).
V medenični votlini se nahajajo spolovila, sečni mehur, del debelega črevesa in danka. Danka je v zadajšnjem delu medenične votline, mehur v sprednjem, za sramnično zrastjo. Pri ženskah sta v prostoru med omenjenimi organi maternica in nožnica.
V medenični votlini potekajo tudi arterije, vene, živci in mišice. Vse te strukture soobstajajo v zelo zapolnjenem prostoru in nepravilnost ene od njih lahko vpliva na druge (na primer, zaradi zaprtja se lahko napne zadnjik in pritisne na sečni mehur ali pa med porodom lahko pride do poškodbe pudendalnega živca in nadalje oslabljenega delovanja zadnjika).

## Zgradba
Medenica ima anteroinferiorno, posteriorno in dve lateralni medenični steni ter inferiorno steno, imenovano tudi medenično dno. Medenična potrebušnica je del potrebušnice (peritoneja), ki pokriva medenične organe in steno medenice.
Medenico glede na terminalno črto, kostni greben na notranji strani kolčnice od sakroiliakalnega sklepa do sramnične zrasti, razdelimo na veliko in malo medenico.

### Mala medenica
Mala medenica je prostor, ki ga omejuje medenični obroč, navzgor pa zgornja medenična odprtina, torej med medeničnim dnom in medeničnim vhodom. Gre za kratek, zavit kanal; posteriorna stena leži globlje od anteriorne.
Medenični obroč sestavljata dve kolčnici, ki se spredaj stikata v sramnični zrasti (simphysis pubis), zadaj pa je med ti dve kosti zagozdena križnica, ki se stika s črevnicama v sakroiliakalnem sklepu.
| zgoraj: medenični vhod        |                                        |                             |
| posteriorno: križnica, trtica | lateralno: notranja obturatorna mišica | anteriorno: sramnična zrast |
| spodaj: medenično dno         |                                        |                             |

V mali medenici so medenični del debelega črevesa, danka, sečni mehur in deli spolovil.
Pelvični splanhnični živcii izvirajo iz drugega do četrtega sakralnega segmenta hrbtenjače v mali medenici.

### Velika medenica
Velika medenica leži nad terminalno črto in se nahaja nad medeničnim vhodom. Na obeh straneh jo omejujeta črevnici.
V veliki medenici sta vito in esasto črevo.
Bedrni (femoralni) živec  izhaja iz 2., 3. in 4. lumbalnega segmenta hjrbtenjače v veliki medenici. 

### Vezi
Vezi oziroma ligamenti v medenični votlini so gube medenične potrebušnice, ki dajejo oporo organom.
| Vez                            | Od                         | Do                                         |
| široka maternična vez          | maternica                  | lateralna medenična stena                  |
| * jajčnikov oporek (mezovarij) | jajčnik                    |                                            |
| * mezosalpinks                 | jajcevod                   | široka maternična vez                      |
| * mezometrij                   |                            |                                            |
| kardinalni ligament            | maternični vrat in nožnica | medenična stena                            |
| jajčnikov ligament             | jajčnik                    | maternica                                  |
| okrogla maternična vez         | jajčnik                    | skozi ingvinalni kanal do venerinega griča |
| lastni jajčnikov ligament      | jajčnik                    | medenična stena                            |

### Arterije
- notranja črevnična arterija
- sredinska križnična arterija (mediana sakralna arterija)
- jajčnikova arterija

### Živci
- križnični pletež
- pelvični splanhnični živci
- bedrni (femoralni) živec (velika medenica)